# Pavel Vašíček (malíř)
Pavel Vašíček (* 7. února 1979 Mladá Boleslav) je český malíř dnes působící v Mnichově Hradišti.

## Život
Pavel Vašíček vystudoval obor broušení a rytí drahého kamene na Střední uměleckoprůmyslové škole šperkařské v Turnově (1994 – 1998) a poté broušení a rytí skla na Vyšší odborné škole sklářské v Novém Boru. Zde dvakrát zvítězil v mezinárodní soutěži s návrhem designu nápojového skla. V letech 2000-2006 studoval na Akademii výtvarných umění v Praze v ateliéru klasických malířských technik prof. Zdeňka Berana. Roku 2005 obdržel Ateliérovou cenu.
Poprvé vystavoval již během studia roku 2001. Od roku 2010 je členem SVU Mánes. Roku 2015 byl pozván k tříměsíčnímu pracovnímu pobytu v Chemnitz.
Pavel Vašíček žije a tvoří v Kutné Hoře. Jeho bratr Petr Vašíček je také malíř.

## Dílo
Pavel Vašíček brilantně ovládl staromistrovskou techniku olejomalby a upozornil na sebe ještě jako student, když mu byla udělena Ateliérová cena (Hlava, 2005). Patří k výrazným představitelům mladé generace českých realistických malířů, kteří vzešli z malířské školy Zdeňka Berana. Je dobře obeznámen s vývojovými etapami evropské klasické i moderní malby a zachoval si blízký vztah k expresionismu i barokní formě, ale též k lipské škole a Neo Rauchovi. Používá široký rejstřík výrazů, od hyperrealistického portrétu k abstrakci a expresivní a gestické malbě. Jeho obrazy se vyznačují kontrastní a zářivou barevností, lehkostí a mimořádným citem pro barevné ladění. Používá většinou velké formáty, ale i menší obrazy jsou plné napětí a vyznívají monumentálně.
Vašíčkovy starší figurální kompozice spojují náměty klasické malby se světem fikce a bezprostřední reality, nebo, podle Vladimíra Franze - prvky soudobého myšlení vyprávěné prostřednictvím barokních kompozičních schémat a malířských postupů. Reflektuje současnost stále více ovlivňovanou sdělovacími prostředky a masovou kulturou (Pop kultura, 2007) a ve svých malířských vizích klade naléhavé otázky po uchování individuality a soukromí člověka (Sen o intimitě, 2017). Realistická nebo hyperrealistická malba je pouze prostředkem, s jejíž pomocí uvádí diváka do prostředí, které může být snem, vizí, vzpomínkou, vhledem do jiné dimenze, filmovým okénkem zastupujícím celek (Hrdinova anamnéza, 2009). Jestliže komponuje do svých obrazů odkazy na hrdiny komiksů (Setkání, 2011), sdělovací prostředky a techniku, pak s cílem zneklidnit diváka a přimět ho ke smíření s realitou, která zahrnuje vznešené i profánní (Andělé, 2011, Bez kůže v kůži, 2012).
V cyklu obrazů z let 2010-2015 se zabývá ikonami moderní doby, které sdělovací prostředky prezentují na hranici pokleslého kýče. Vašíček tyto "superhrdiny" vytrhuje z jejich prostředí a zasazuje je do nezvyklých souvislostí. Právě rámování situace pro vytváření příběhu, umění uvést pozorovatele na okraj problému skrze napětí, znejistění a jiné komplikace, a zanechat ho na jeho vlastní cestě k řešení, dává obrazům filozofické vyznění. Atmosféra převládajícího neklidu, či klidu před bouří, prozrazuje romantický postoj někde mezi mesiášskou tendencí současného umění zachránit svět a prostě neskromným cílem pouze malovat.
V krajinách, portrétech a monumentálních záhadně jinotajných malbách se snoubí emoce a konstruktivní složky, exprese, realita i abstrakce (V okamžiku, 2017, Vědomí, 2017). Malíř nepřestává klást důraz na intelektuální obsah sdělení a do určité míry ironizuje přehnaný estetismus a dobové umělecké konvence. Také ve Vašíčkově krajinomalbě je obsažen dramatický prvek - i když zde chybí figury, je na obrazech přítomnost člověka zcela zřejmá a stejně jako v lidských duších tu probíhají prudká dramata, zuří bouře, naznačují se tajemství a otevírají skuliny do světa za obrazem (Koncentrace, 2017).

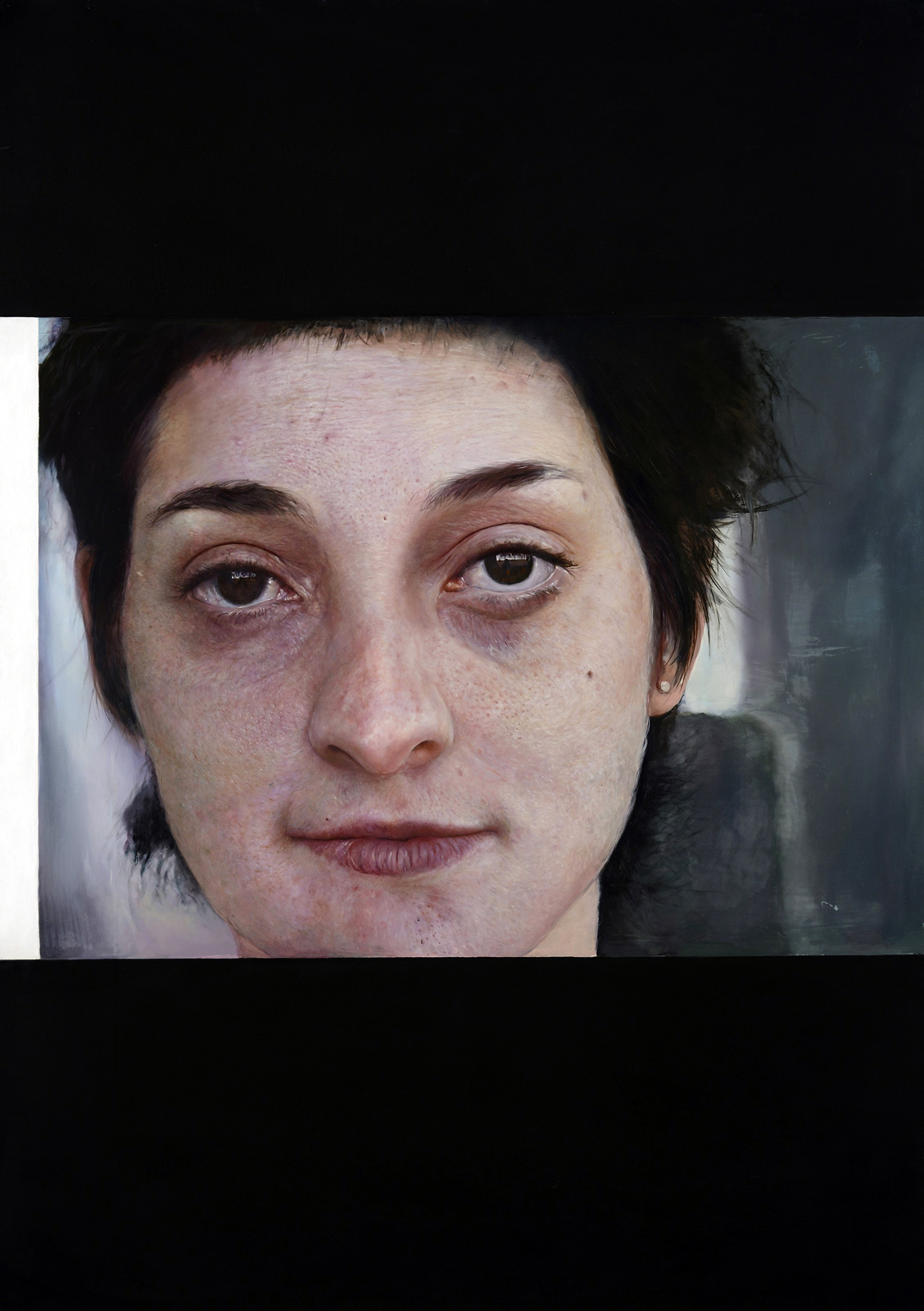
Pavel Vašíček, Hlava, olej na dřevěné desce, 170 x 130 cm, 2005
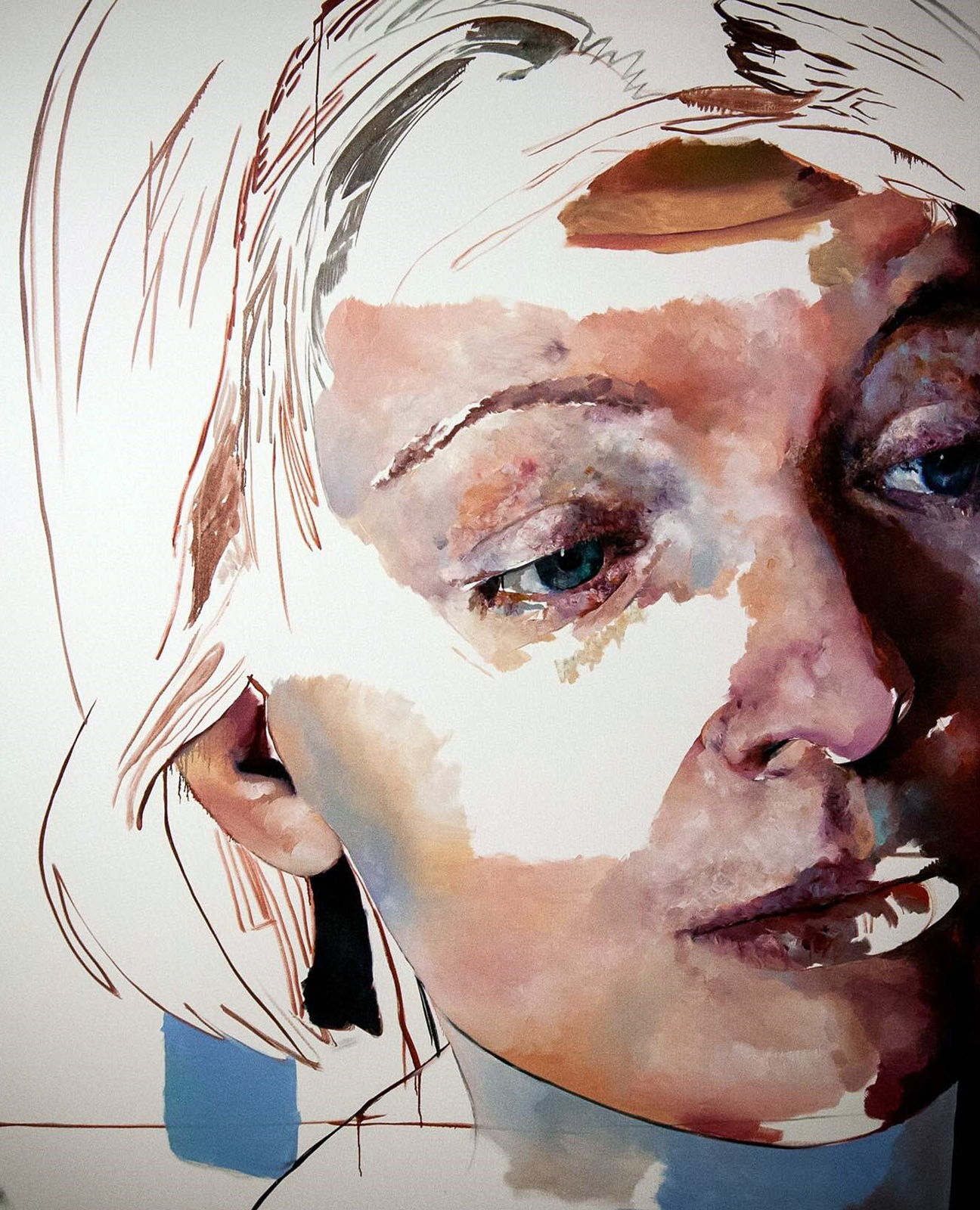
Pavel Vašíček, Intimita, olej na plátně 180 x 150 cm, 2015
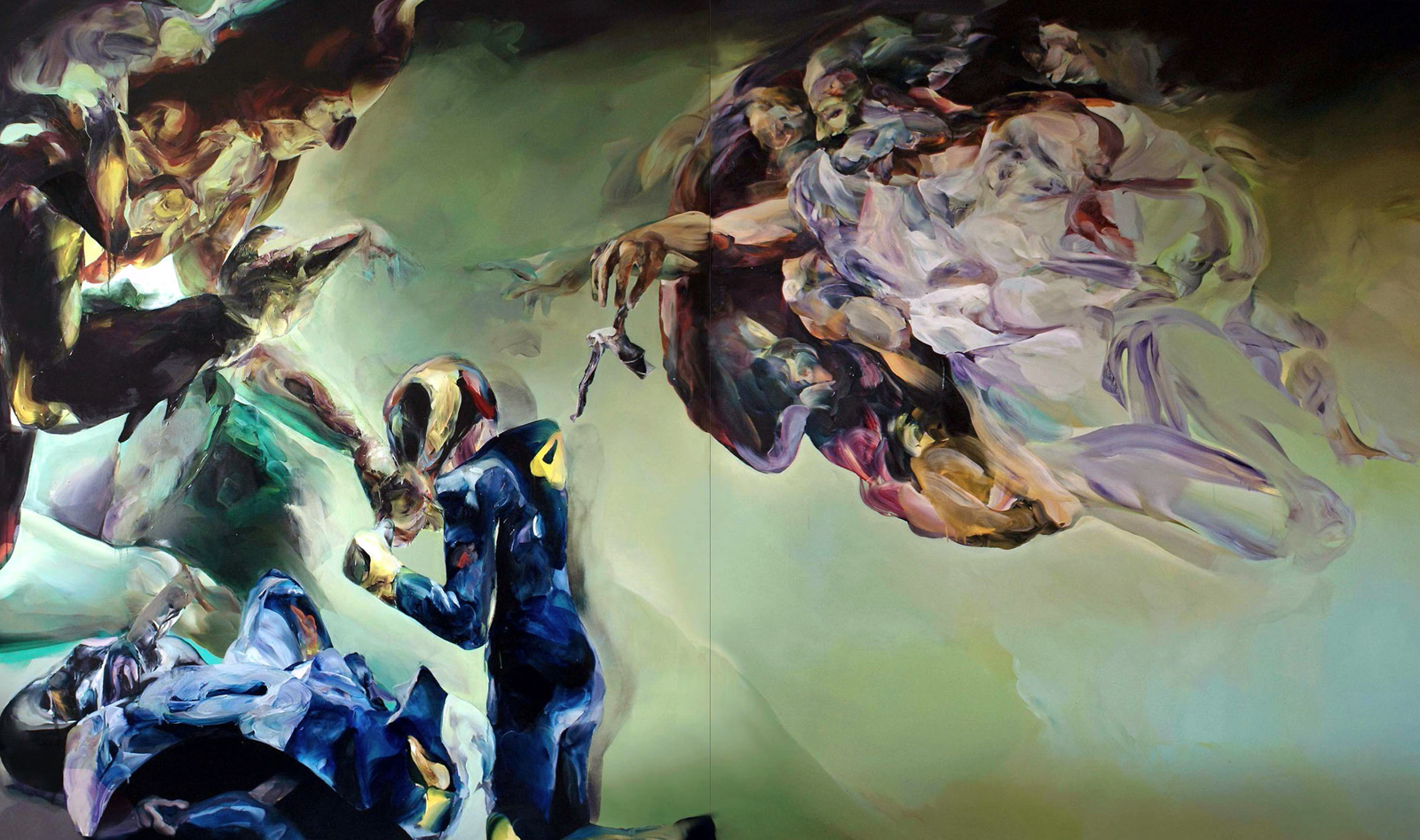
Pavel Vašíček, Hrdinova anamnéza, olej na plátně 2 x 220 x 180 cm, 2009
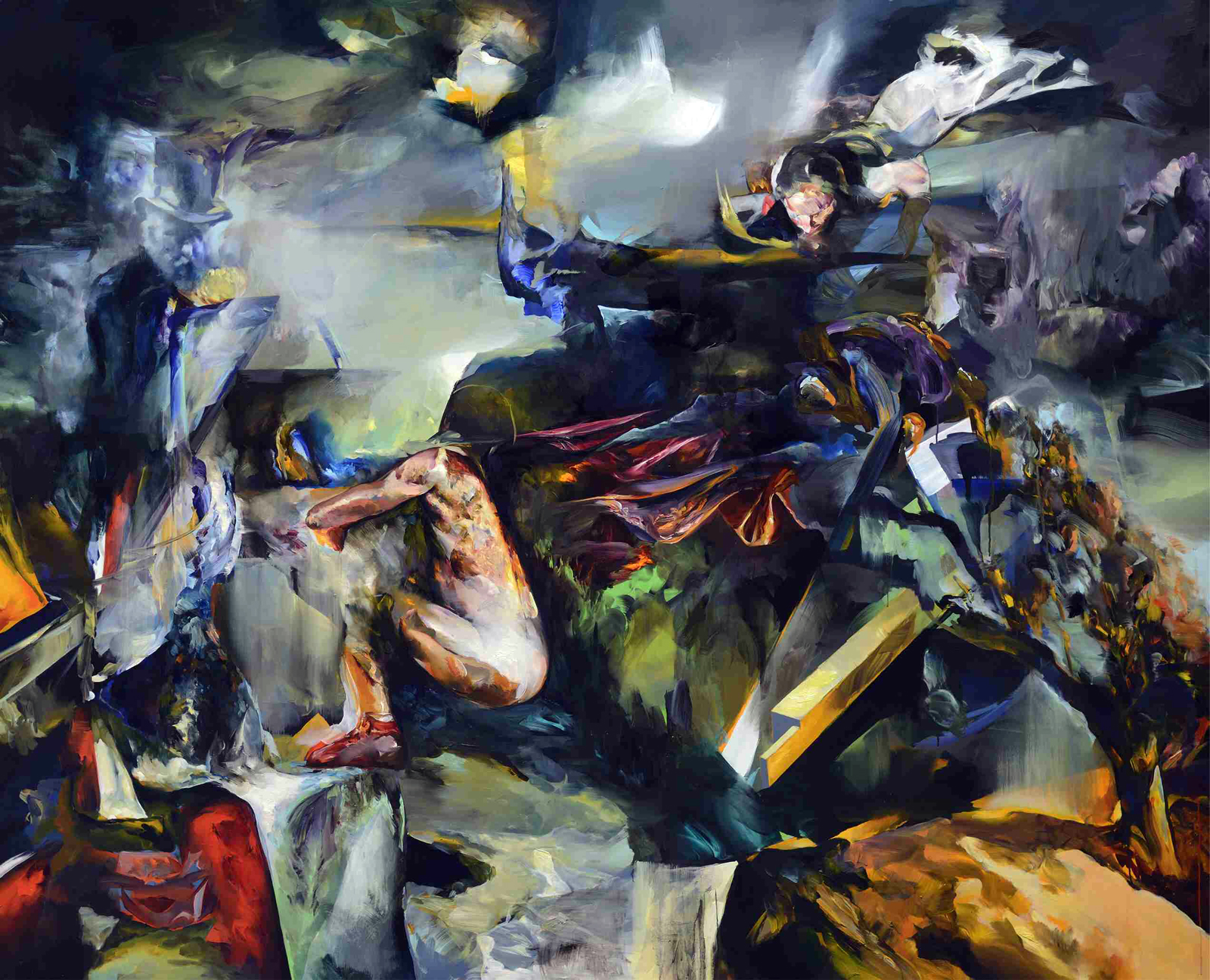
Pavel Vašíček, Bez kůže v kůži, olej na plátně 180 x 210 cm, 2012
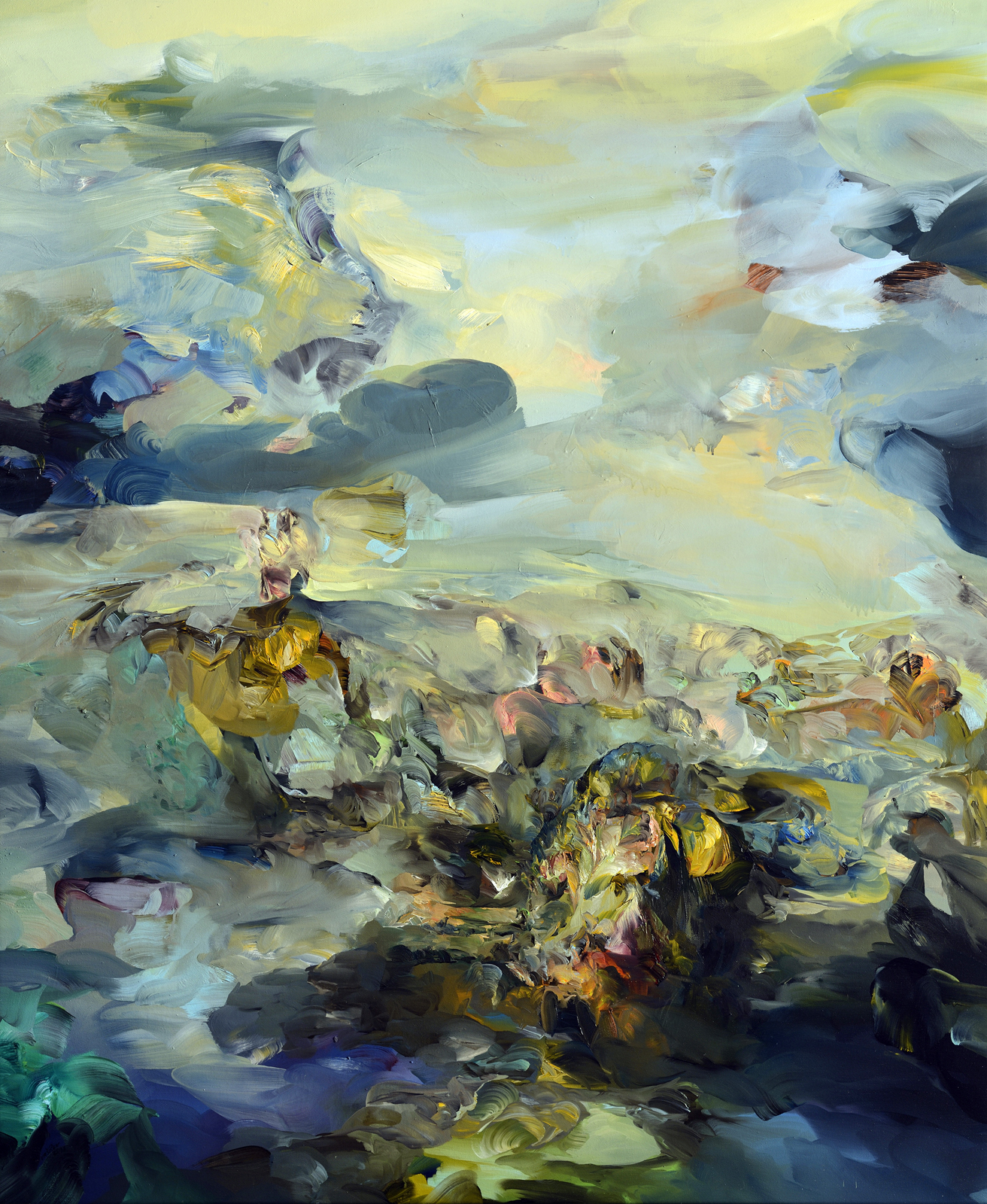
Pavel Vašíček, Vznikání, olej na plátně 135 x 110 cm, 2013
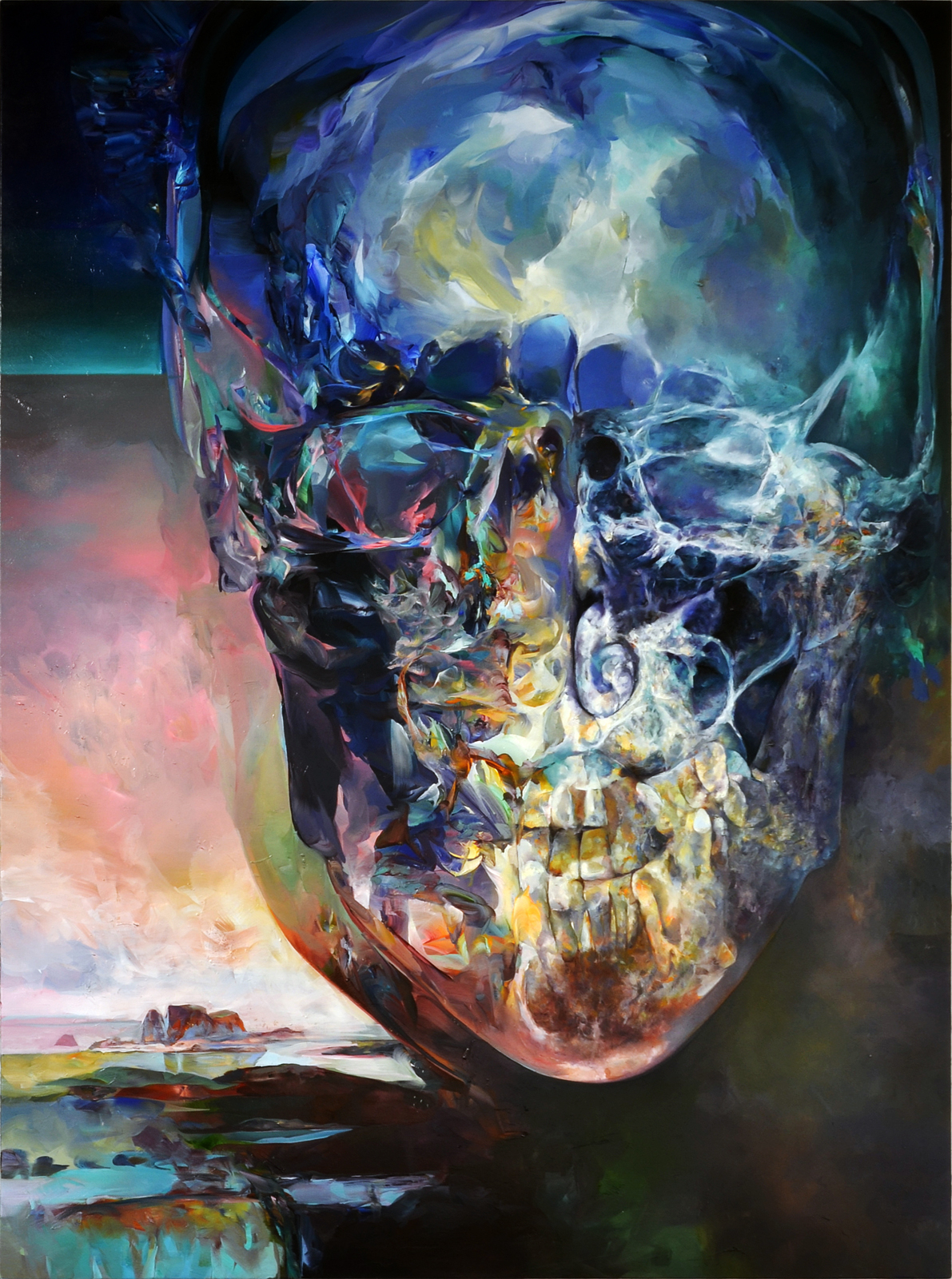
Pavel Vašíček, Vědomí, olej na plátně, 200 x 150 cm, 2017
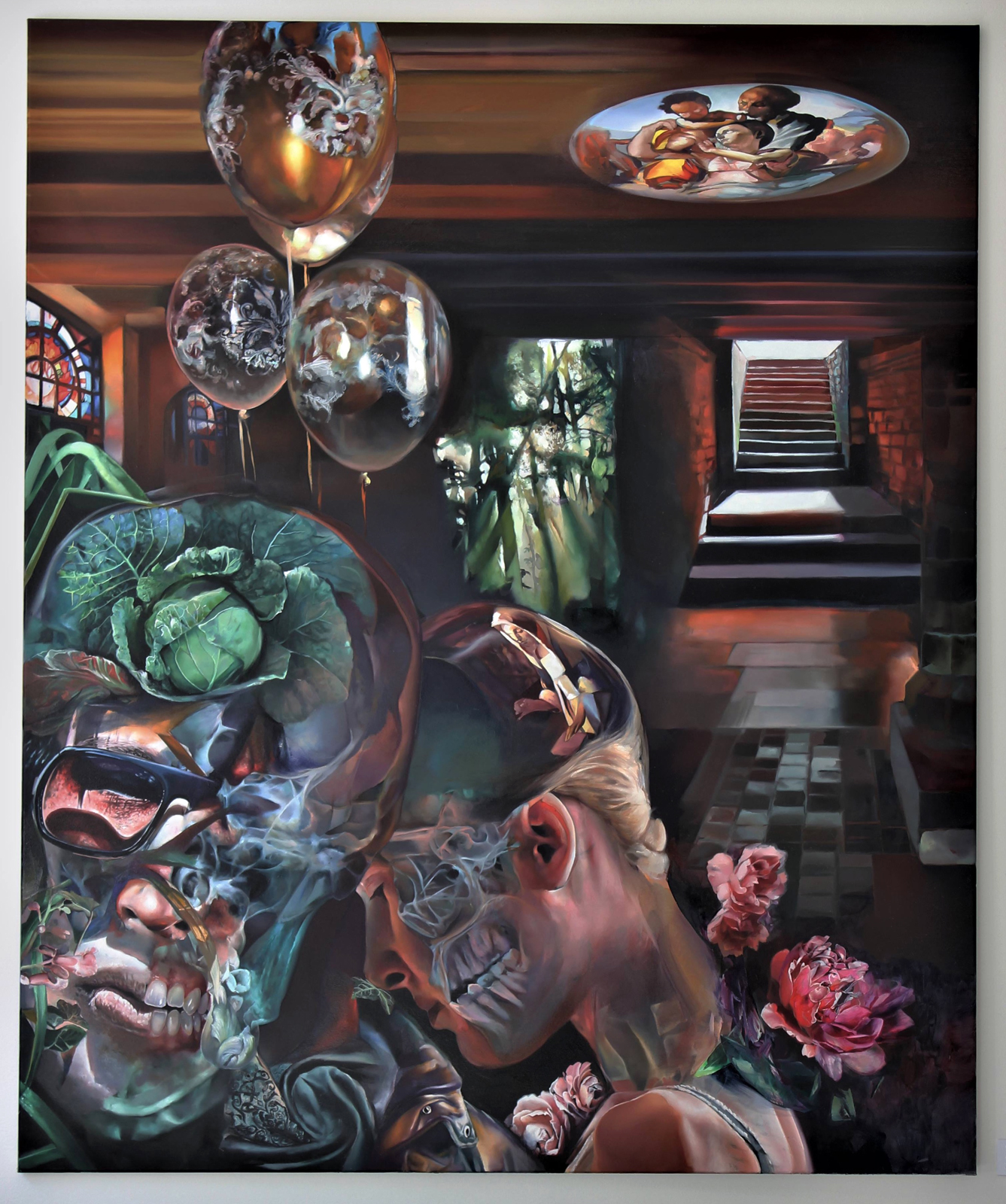
Pavel Vašíček, S vědomím bez vědomí I, olej na plátně 175 x 145 cm, 2018
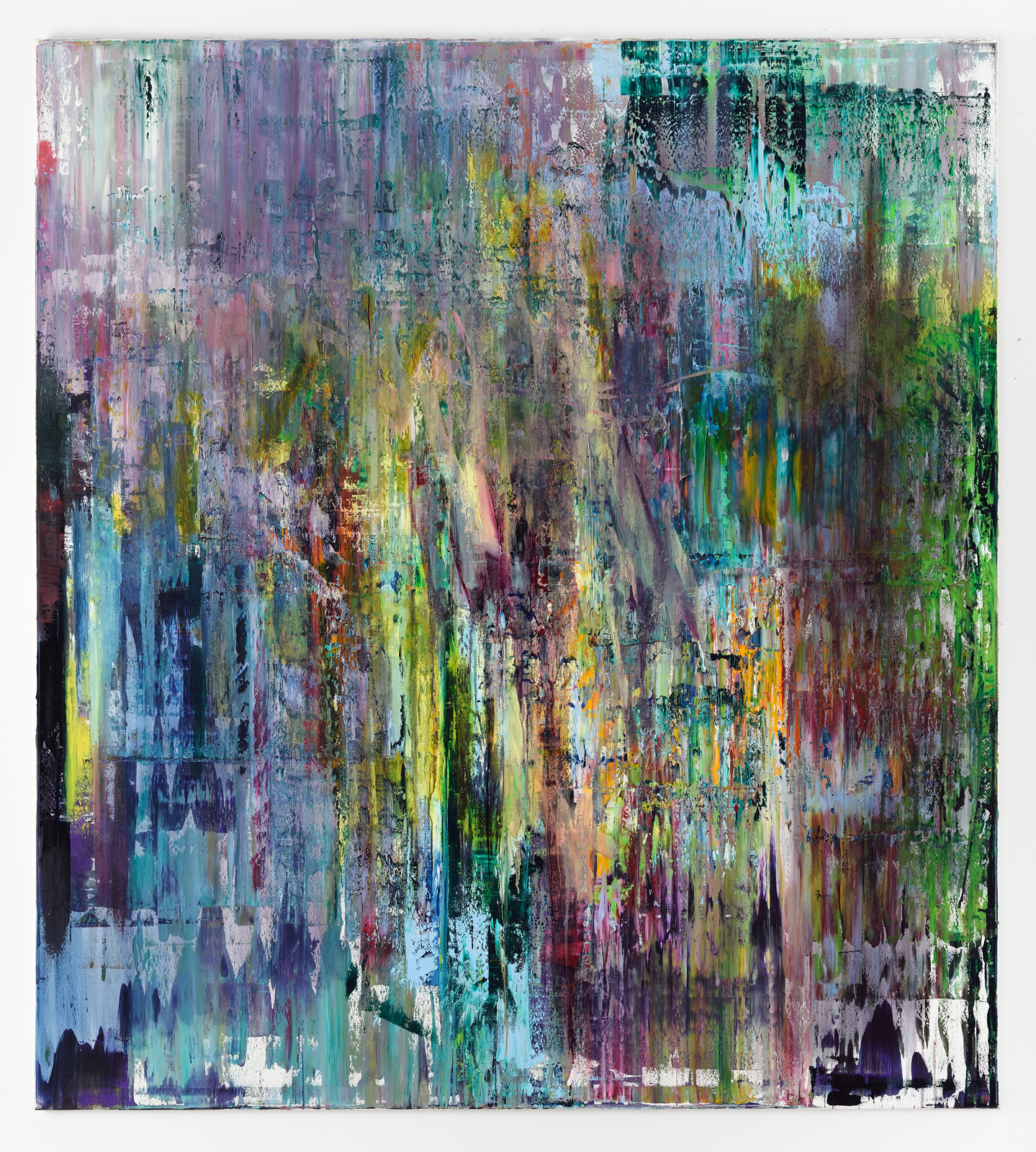
Pavel Vašíček, V zahradě II, olej na plátně 200 x 180 cm, 2020

### Zastoupení ve sbírkách
- Národní galerie v Praze
- Alšova jihočeská galerie v Hluboké nad Vltavou
- Galerie hlavního města Prahy
- Galerie Felixe Jeneweina v Kutné Hoře
- soukromé sbírky v Česku, Holandsku, Německu, Španělsku, Finsku a USA

### Autorské výstavy (výběr)
- 2008 Světla a stíny postmoderny, Vlastivědné muzeum a galerie, Česká Lípa
- 2009 Galerie XY, Semily, (s Petrem Vašíčkem)
- 2009 Proč pro ně pláčeme?, Galerie Michal’s Collection, Praha
- 2009 Petr a Pavel Vašíčkovi, Petr a Pavel Vašíčkovi II., Galerie Peron, Praha
- 2010 Pavel a Petr Vašíčkovi, VMG galerie Jídelna, Česká Lípa
- 2010 Soukromý sen, Galerie V kopci, Česká Lípa, (s Petrem Vašíčkem)
- 2011 Před úsvitem, Galerie SVU Mánes Diamant, Praha
- 2011 Paralelní světy, Galerie Michal’s Collection, Praha, (s Janem Gemrotem)
- 2012 Pavel Vašíček, Zámek Letovice, (s Jiřím Netíkem)
- 2012 Pod Tíhou, Galerie U Zlaté štiky, Kolín
- 2012 Nirvána, GHMP: Dům U Zlatého prstenu, Praha[8]
- 2013 Proměny, Galerie Michal’s Collection, Praha, (s Miroslavem Javůrkem)[9]
- 2014 Měřítko souvislosti, Galerie Michal’s Collection, Praha, (s Janem Gemrotem)
- 2014 Ten tajemný předmět touhy, Muzeum Čáslav
- 2014 Intersection, Galerie Beseda, Ostrava, (s Janem Gemrotem)
- 2015 Spiegelung der Zivilisation, Allina Art Gallery, Chemnitz,[10] 3 aus 7, Allina Art Gallery, Leipzig
- 2015 Nablízko a nadostřel 5, Galerie Sýpka, Klenová
- 2015 Krajiny, Galerie Art, Chrudim[11]
- 2015/2016 Intenzity, Galerie středočeského kraje v Kutné Hoře, (s Petrem Vašíčkem)[12]
- 2017 Odtrženi, Galerie Peron, Praha
- 2020 Prázdné hnízdo, Knupp Gallery, Praha

#### Monografie
- Pavel Vašíček, Ten tajemný předmět touhy / Barokní krajina, signovaný a číslovaný náklad 33 kusů, David Novák (ed.), text P. Svoboda, foto M. Polák, vydalo sdružení Třiatřicet, tisk: Martin Louda / INDIGOPRINT s.r.o. Praha 2014

#### Auorský katalog
- Pavel Vašíček: Proč pro ně pláčeme? (text Rea Michalová), Michal´s Collection, Praha 2009

#### Katalogy
- Ateliery AVU: Malířská škola profesora Zdeňka Berana, 2001, Tetiva Vlastimil, kat. 24 s., Alšova jihočeská galerie v Hluboké nad Vltavou, ISBN 80-85857-51-0
- Diplomanti AVU 2006, Beran Zdeněk, kat. 42 s., Akademie výtvarných umění, Praha 2006, ISBN 80-239-7170-0
- AVU 18, 2007, Kotalík Jiří Tomáš, Sopko Jiří, kat. 132 s., Akademie výtvarných umění, Praha 2007, ISBN 978-80-87108-03-1
- České umění XX. století: 1970-2007, 2007, Tetiva Vlastimil, kat. 326 s., Alšova jihočeská galerie v Hluboké nad Vltavou, ISBN 978-80-86952-42-0
- Defenestrace, 2008, Beran Zdeněk, Holas Pavel, Kříž Jan, kat. 108 s., Novoměstská radnice Praha
- Letní koktejl 2010, Michalová Rea, kat. 20 s., Galerie Michal's Collection, Praha, ISBN 978-80-254-7595-9
- Originální & Perspektivní: Exkluzivní výběr ze současného česko - slovenského výtvarného umění, 2011, Michalová Rea, kat. 206 + 14 s., Arteso - Art Production, s.r.o., Praha, ISBN 978-80-254-9512-4
- Temné hlubiny štěstí, text Rea Michalová, kat. 16 s., 2013, ISBN 978-80-260-5087-2
- Start Up 3, kat. 95 s., Galerie hlavního města Prahy, Praha 2013, ISBN 978-80-7010-998-4
- Wail of Silence, text Michal Ožibko, Roman Sedlák, kat. 51 s., Adolescent, Praha 2014, ISBN 978-80-904399-4-8
- Jenewein Kutná Hora (XIV. sympozium současného výtvarného umění), text Aleš Rezler, kat. 28 s., Galerie Felixe Jeneweina města Kutné Hory 2014, ISBN 978-80-905328-3-0
- Nablízko a nadostřel 5, text Helena Fenclová, Galerie Klatovy / Klenová 2015, ISBN  978-80-87013-63-2
- Barbora Kundračíková (ed.), Fascinace skutečností / Fascination with Reality (Hyperrealismus v české malbě / Hyperrealism in Czech Painting), 282 s., Muzeum umění Olomouc 2017, ISBN 978-80-88103-21-9